# Night Beat
Night Beat är det tionde studioalbumet med den amerikanske R&B och soulsångaren Sam Cooke. Albumet släpptes av skivbolaget RCA Victor i augusti 1963. 

## Låtlista
| 1. | Nobody Knows the Trouble I've Seen | 3:22 |
| 2. | Lost and Lookin'                   | 2:09 |
| 3. | Mean Old World                     | 3:44 |
| 4. | Please Don't Drive Me Away         | 2:12 |
| 5. | I Lost Everything                  | 3:19 |
| 6. | Get Yourself Another Fool          | 4:00 |

| 1. | Little Red Rooster     | 2:50 |
| 2. | Laughin' and Clownin'  | 3:34 |
| 3. | Trouble Blues          | 3:18 |
| 4. | You Gotta Move         | 2:35 |
| 5. | Fool's Paradise        | 2:32 |
| 6. | Shake, Rattle and Roll | 3:22 |